# Чешуегрудая мышиная тимелия
Чешуегрудая мышиная тимелия (лат. Illadopsis albipectus) — вид птиц из семейства земляных тимелий.

## Распространение
Обитают на территории Анголы, ЦАР, Демократической Республики Конго, Кении, Южного Судана, Танзании и Уганды. Естественной средой обитания являются субтропические или тропические влажные равнинные леса.

## Описание
Длина тела 14 см, вес 25—38 г. У представителей номинативного подвида имеется оливково-тёмно-серая корона, верхние части тела и крыльев при этом тёмно-коричнево-красные, а хвост тёмно-коричневый.

## Биология
Питаются беспозвоночными, включая муравьёв, термитов, небольших жуков, других насекомых.

## Охранный статус
МСОП присвоил виду охранный статус LC.